# Szlak dookoła Wrocławia im. doktora Bronisława Turonia
Szlak dookoła Wrocławia im. doktora Bronisława Turonia, česky lze neoficiálně přeložit jako Stezka Dr. Bronislava Turoně kolem Vratislavi, je okružní dálková turistická trasa a z téměř celé části i cyklotrasa v Dolnoslezském vojvodství v Polsku. Nachází se ve wrocławských čtvrtích Jerzmanowo-Jarnołtów-Strachowice-Osiniec, Leśnica, Świniary, Widawa, Polanowice-Poświętne-Ligota, Sołtysowice, Pawłowice a Psie Pole-Zawidawie a také v okresech Vratislav, Slezská Středa a Trzebnica. Geograficky patří také do Dolního Slezska a mezoregionů Pradolina Wrocławska, Równina Wrocławska, Wysoczyzna Rościsławska a Równina Oleśnicka z pásma Slezské nížiny.

## Historie a popis
Stezka Szlak dookoła Wrocławia im. doktora Bronisława Turonia je žlutě značená, byla postavena/vyznačena v roce 1975 a má délku 141 km. V roce 1986 byla pojmenována na památku místního turistického propagátora, kterým byl Bronisław Turoń (1923–1984). Je rozdělena na 10 délkových úseků v severní a jižní části + spojovací trasa, kde hranicí částí je řeka Odra. Výchozí a koncový bod každého úseku se nachází v místech přístupných městskou hromadnou dopravou. Vede rovinatým terénem. Za absolvování každého úseku uděluje pobočka PTTK Wrocław-Fabryczna turistický odznak.

### Severní část (Odcinek Północny)
| Vzdálenost | Místo a jeho geografické zařazení | Místo a jeho geografické zařazení | Místo a jeho geografické zařazení |
| ---------- | --------------------------------- | --------------------------------- | --------------------------------- |
| 0,0 km     | Uraz                              | Gmina Oborniki Śląskie            | Okres Trzebnica                   |
| 6,7 km     | Kotowice                          | Gmina Siechnice                   | Okres Wrocław                     |
| 9,4 km     | Paniowice                         | Gmina Oborniki Śląskie            | Okres Trzebnica                   |
| 12,2 km    | Szewce PKP                        | Gmina Wisznia Mała                | Okres Trzebnica                   |
| 14,3 km    | Świniary                          | Wrocław                           | Wrocław                           |
| 18,5 km    | Widawa                            | Wrocław                           | Wrocław                           |
| 20,5 km    | Krzyżanowice                      | Gmina Wisznia Mała                | Okres Trzebnica                   |
| 26,8 km    | Pawłowice                         | Wrocław                           | Wrocław                           |
| 28,0 km    | Zakrzów (Psie Pole-Zawidawie)     | Wrocław                           | Wrocław                           |
| 31,9 km    | Pruszowice                        | Gmina Długołęka                   | Okres Wrocław                     |
| 34,6 km    | Domaszczyn                        | Gmina Długołęka                   | Okres Wrocław                     |
| 37,2 km    | Szczodre                          | Gmina Długołęka                   | Okres Wrocław                     |
| 38,9 km    | Długołęka                         | Gmina Długołęka                   | Okres Wrocław                     |
| 41,7 km    | Kamień                            | Gmina Długołęka                   | Okres Wrocław                     |
| 47,0 km    | Raków                             | Gmina Długołęka                   | Okres Wrocław                     |
| 49,5 km    | Oleśniczka                        | Gmina Długołęka                   | Okres Wrocław                     |
| 61,6 km    | Chrząstawa Wielka                 | Gmina Czernica                    | Okres Wrocław                     |

### Spojovací trasa (Odcinek Łącznikowy)
| Vzdálenost | Místo a jeho geografické zařazení | Místo a jeho geografické zařazení | Místo a jeho geografické zařazení |
| ---------- | --------------------------------- | --------------------------------- | --------------------------------- |
| 0,0 km     | Chrząstawa Wielka                 | Gmina Czernica                    | Okres Wrocław                     |
| 3,0 km     | Wojnowice                         | Gmina Czernica                    | Okres Wrocław                     |
| 6,8 km     | Czernica                          | Gmina Czernica                    | Okres Wrocław                     |
| 10,3 km    | Ratowice                          | Gmina Czernica                    | Okres Wrocław                     |
| 12,5 km    | Kotowice                          | Gmina Siechnice                   | Okres Wrocław                     |
| 14,6 km    | Zakrzów Kotowice PKP              | Gmina Siechnice                   | Okres Wrocław                     |

### Jižní část (Odcinek Południowy)
| Odległość | Místo a jeho geografické zařazení                     | Místo a jeho geografické zařazení | Místo a jeho geografické zařazení |
| --------- | ----------------------------------------------------- | --------------------------------- | --------------------------------- |
| 0,0 km    | Zakrzów Kotowice PKP                                  | Gmina Siechnice                   | Okres Wrocław                     |
| 7,6 km    | Siechnice                                             | Gmina Siechnice                   | Okres Wrocław                     |
| 9,9 km    | Święta Katarzyna                                      | Gmina Siechnice                   | Okres Wrocław                     |
| 12,9 km   | Smardzów                                              | Gmina Siechnice                   | Okres Wrocław                     |
| 14,3 km   | Żerniki Wrocławskie                                   | Gmina Siechnice                   | Okres Wrocław                     |
| 17,2 km   | Biestrzyków                                           | Gmina Siechnice                   | Okres Wrocław                     |
| 18,7 km   | Wysoka                                                | Gmina Kobierzyce                  | Okres Wrocław                     |
| 22,6 km   | Ślęza                                                 | Gmina Kobierzyce                  | Okres Wrocław                     |
| 24,6 km   | Bielany Wrocławskie                                   | Gmina Kobierzyce                  | Okres Wrocław                     |
| 30,7 km   | Tyniec Mały                                           | Gmina Kobierzyce                  | Okres Wrocław                     |
| 33,3 km   | Biskupice Podgórne                                    | Gmina Kobierzyce                  | Okres Wrocław                     |
| 37,5 km   | Jaszkotle                                             | Gmina Kąty Wrocławskie            | Okres Wrocław                     |
| 39,8 km   | Smolec                                                | Gmina Kąty Wrocławskie            | Okres Wrocław                     |
| 42,8 km   | Kębłowice                                             | Gmina Kąty Wrocławskie            | Okres Wrocław                     |
| 44,1 km   | Skałka                                                | Gmina Kąty Wrocławskie            | Okres Wrocław                     |
| 45,3 km   | Samotwór                                              | Gmina Kąty Wrocławskie            | Okres Wrocław                     |
| 48,6 km   | Jerzmanowo (Jerzmanowo-Jarnołtów-Strachowice-Osiniec) | Wrocław                           | Wrocław                           |
| 51,2 km   | Złotniki (Leśnica)                                    | Wrocław                           | Wrocław                           |
| 53,9 km   | Leśnica                                               | Wrocław                           | Wrocław                           |
| 60,4 km   | Lutynia                                               | Gmina Miękinia                    | Okres Slezská Středa              |
| 63,8 km   | Błonie                                                | Gmina Miękinia                    | Okres Slezská Středa              |
| 68,6 km   | Miękinia                                              | Gmina Miękinia                    | Okres Slezská Středa              |
| 72,9 km   | Mrozów                                                | Gmina Miękinia                    | Okres Slezská Středa              |
| 74,8 km   | Wojnowice                                             | Gmina Miękinia                    | Okres Slezská Středa              |
| 77,5 km   | Brzezina                                              | Gmina Miękinia                    | Okres Slezská Středa              |
| 79,0 km   | Brzezinka Średzka                                     | Gmina Miękinia                    | Okres Slezská Středa              |

## Další informace
Stezka je celoročně volně přístupná a navazuje na síť dalších turistických a cyklistických tras, např. Cyklistická trasa řeky Odry.

## Galerie

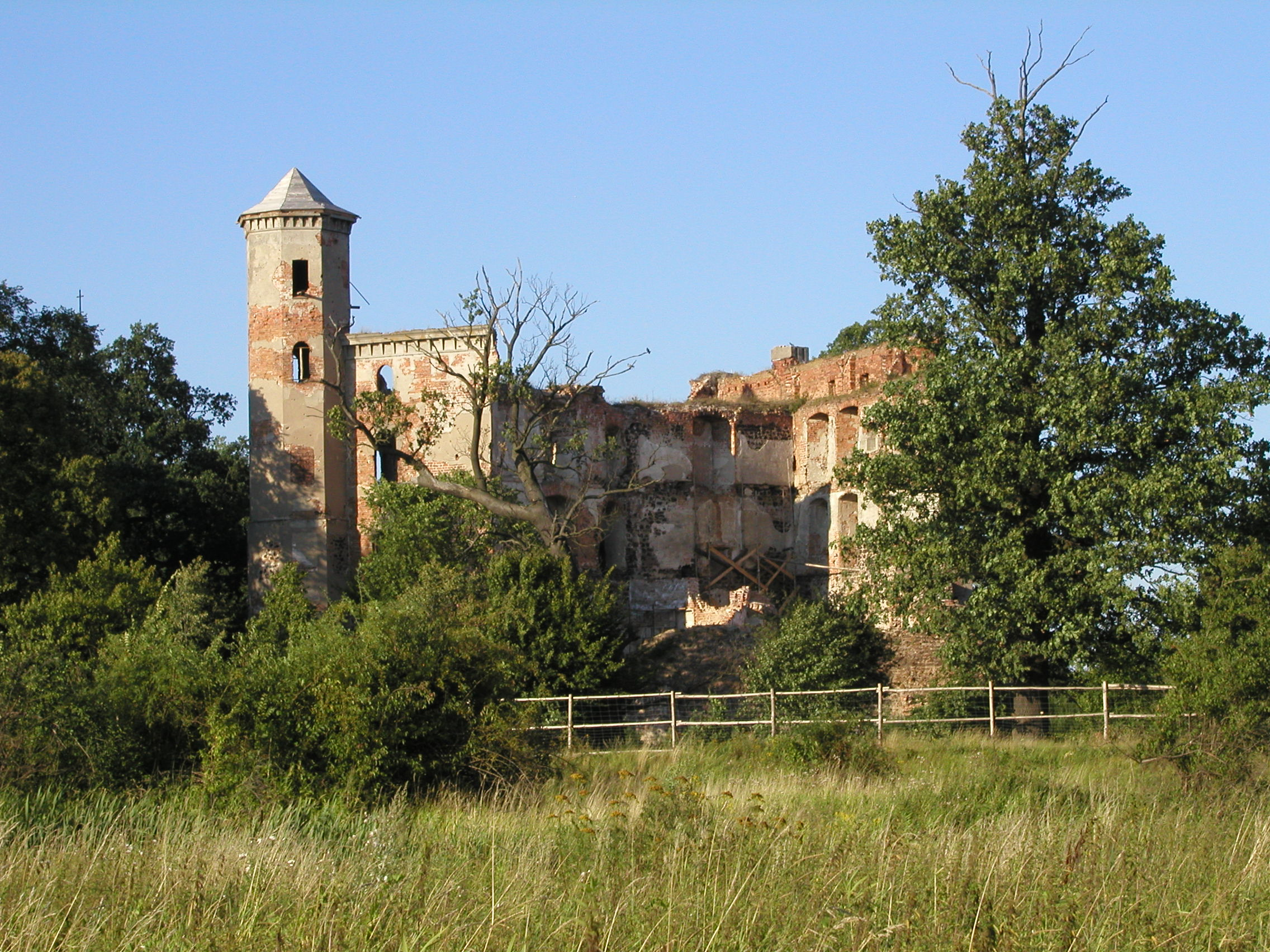
Uraz
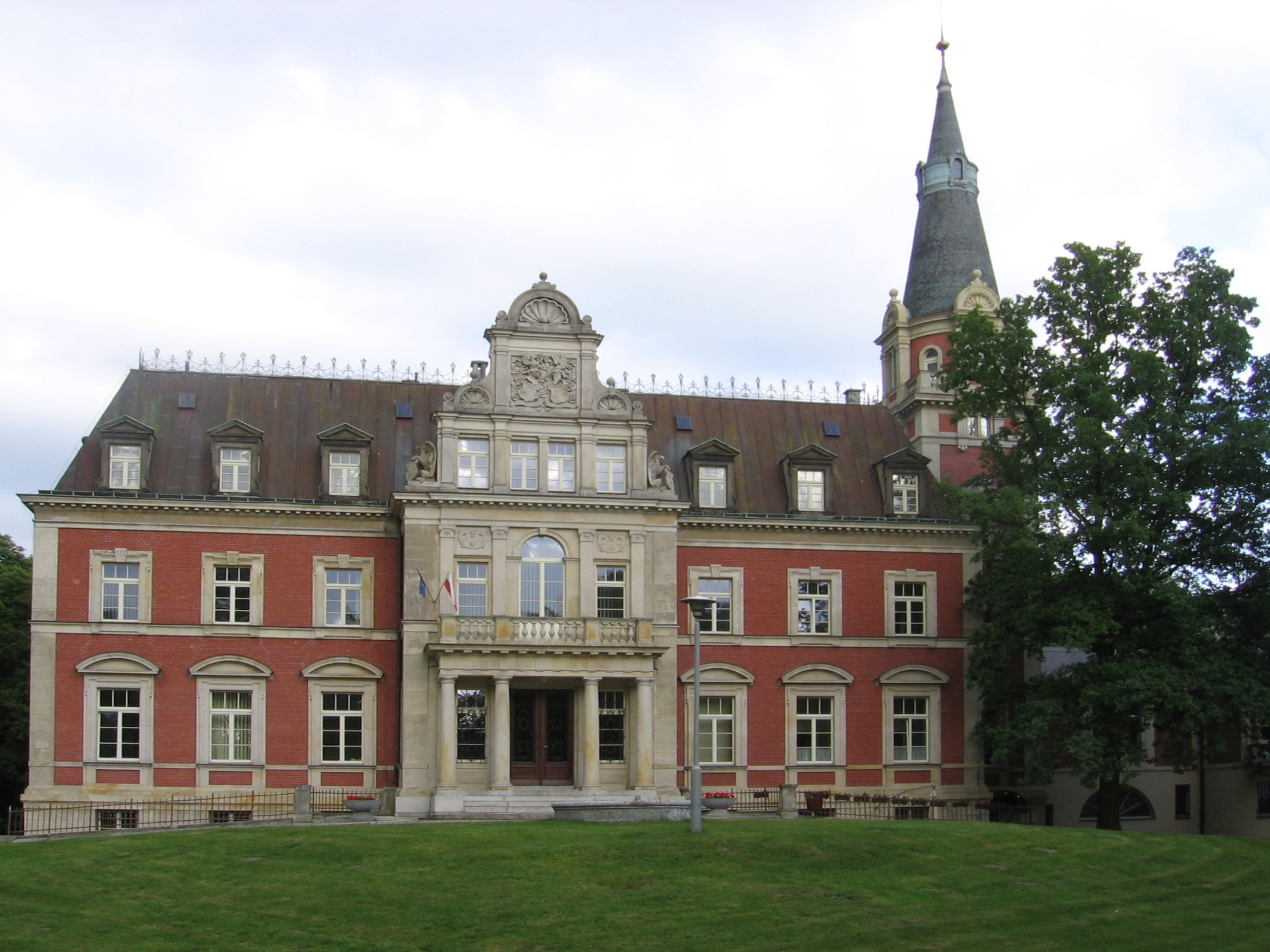
Pawłowice
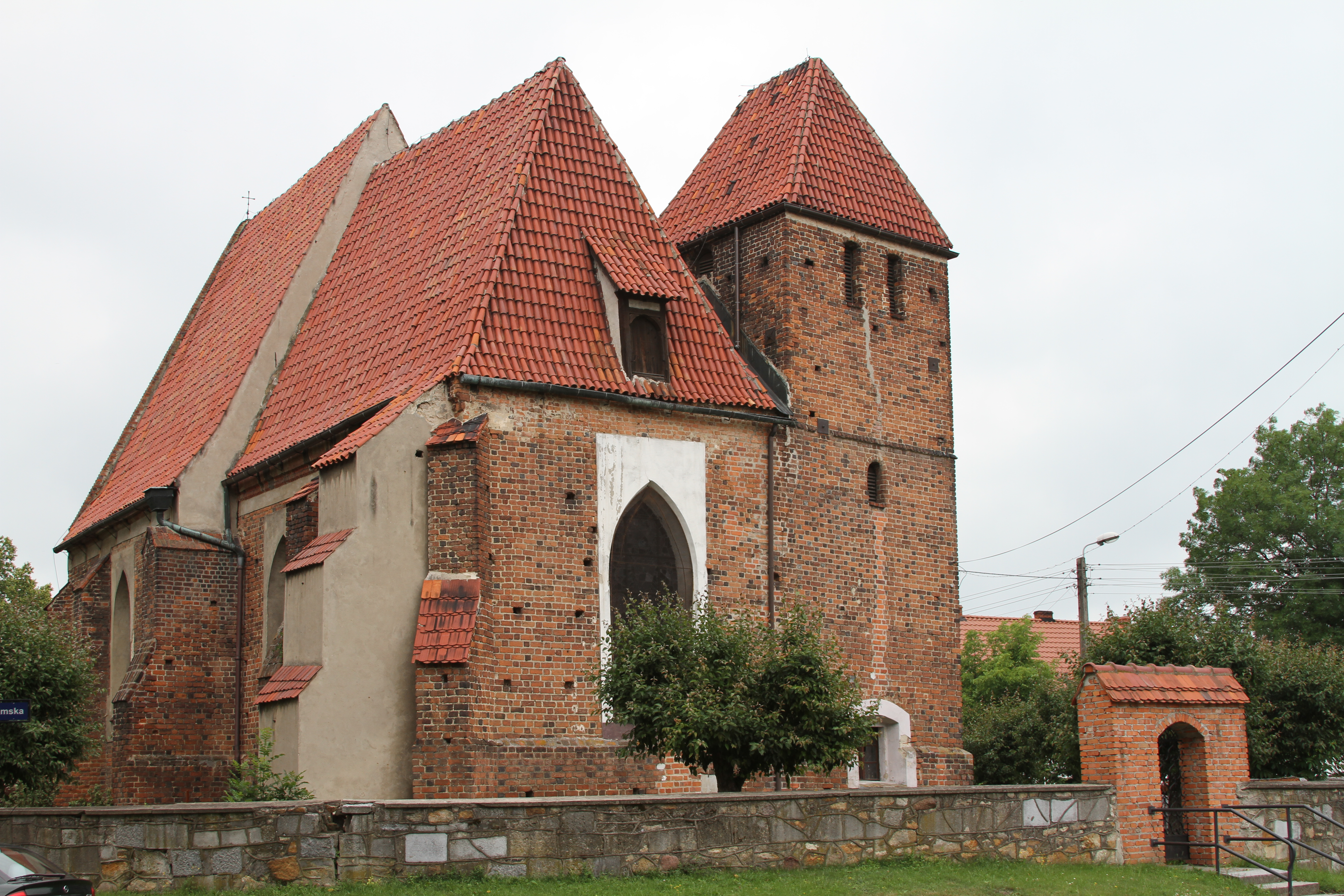
Tyniec Mały
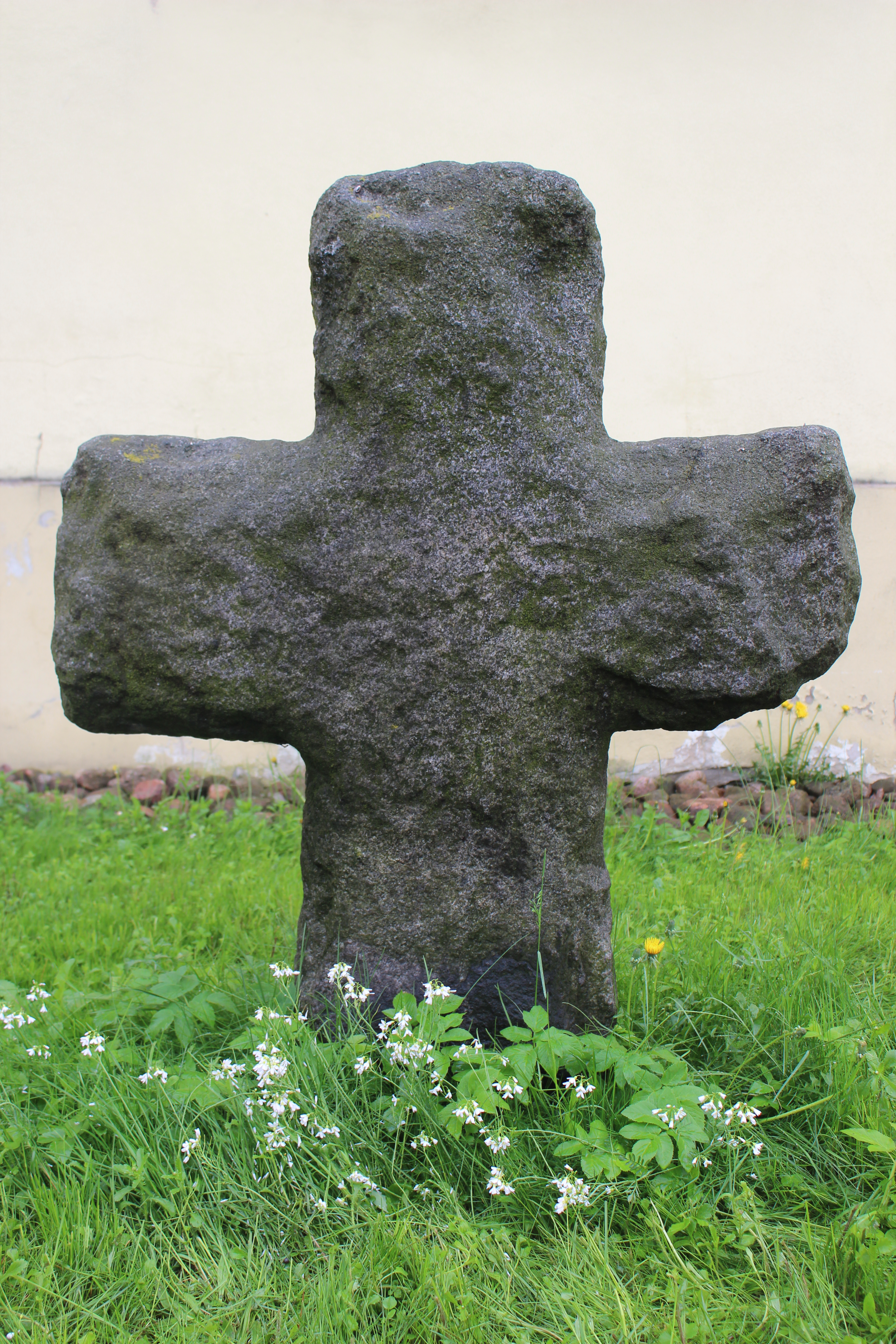
Wojnowice
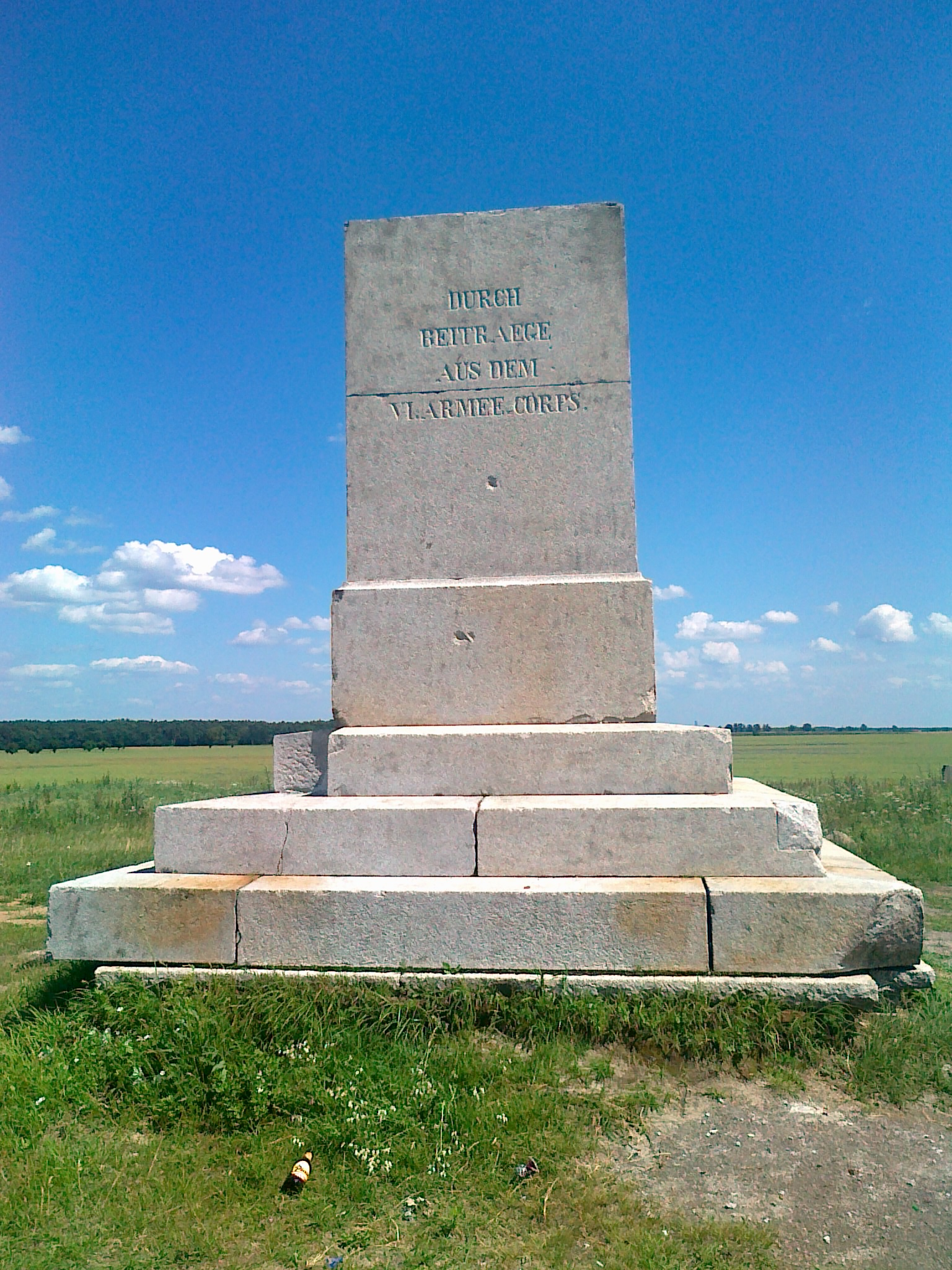
Pomnik bitwy pod Lutynią
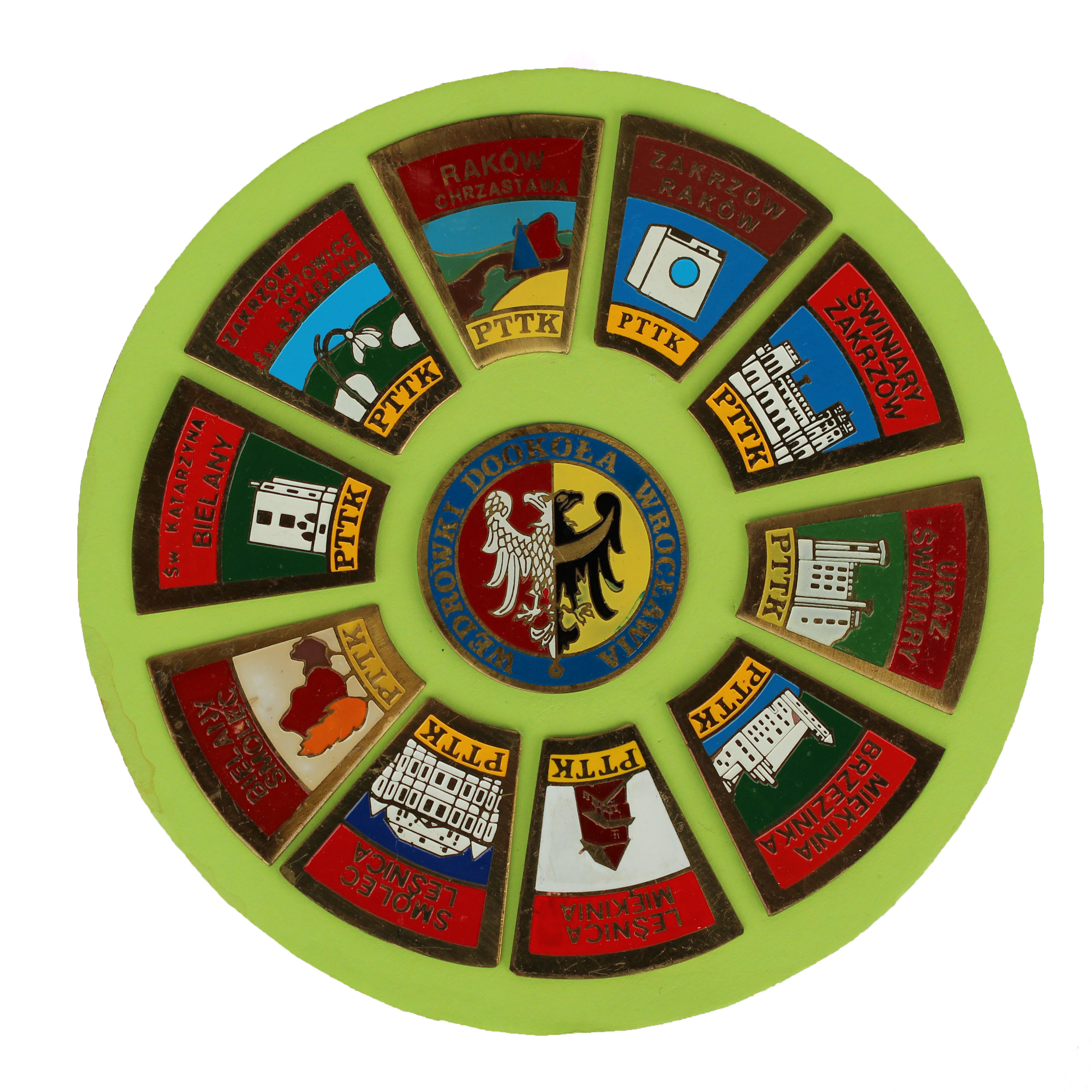
Turistický odznak trasy